# Crocypus
Crocypus là một chi bướm đêm thuộc họ Geometridae.